# つかさ電子
つかさ電子株式会社（英:tsukasa electronics co. ltd）はEMS（electronics manufacturing service）事業を行う会社で、東京都千代田区に本拠を置く。従来のアッセンブリ事業の枠を越え、電子部品の選定・供給はもとより、電子回路の設計・試作から量産まで一貫して行うEMS事業を行っている。（T-EMS）

## 概要
エレクトロニクス専門商社として、電子デバイス供給、製造受託、設計受託の3つを柱に、様々なサービスを展開している。
EMS事業では下記5つの取り組みを行っている。
- ワンストップサービス
- リアルタイムな代替デバイスの提案
- グローバルな部品調達
- 生産規模に応じた生産拠点
- フレキシブルな部品在庫

2019年にサービス開始した「きばんタウン」ではプリント基板のインターネット通信販売も行っている。

## 沿革
- 1982年 - 新宿区にて電子部品の販売を目的に創業
- 1983年 - 法人に改め、つかさ電子株式会社に社名変更
- 2006年 - ISO14001認証取得
- 2018年 - 本社を千代田区東神田に移転
- 2019年 - プリント基板インターネット販売サイト「きばんタウン」サービス開始
- 2022年 - 本社を千代田区佐久間町へ移転